# Mercury - Act 1
Mercury - Act 1 is het vijfde studioalbum van de Amerikaanse band Imagine Dragons. Het album verscheen op 3 september 2021.

## Achtergrond
Na Origins namen de mannen van Imagine Dragons even vrije tijd om tijd door met familie te brengen. Er kwam geen tour van Origins, maar in de plaats daarvan gingen ze weer door om nieuwe muziek te maken. Op 30 juni 2021 werd daarom Mercury aangekondigd, een dubbelalbum waarvan het eerste deel op 3 september 2021 zal verschijnen. Een dag voordat het album uitgebracht werd, traden Imagine Dragons op in Brooklyn om het album te promoten. 
De zanger van de band, Dan Reynolds, beschrijft het eerste deel van de twee Mercury albums als meer gericht op buiten en meer agressief. De thema's van dit album zijn verlies, eenzaamheid en rouw, maar ook wordt het leven gevierd. De naam Mercury is afgeleid van Reynolds zijn mentale gezondheidsproblemen en het ontbreken van een echt genre dat de band kenmerkt.
De eerste twee singles van het album werden beiden vrijgegeven op 12 maart, 2021. Dit zijn Follow You en Cutthroat. Follow You gaat over de relatie tussen Reynolds en zijn ex-vrouw Aja Volkman. Reynolds had zijn vrouw na zeven maanden eindelijk weer gesproken. Het nummer gaat over loyaliteit en dat het proces van liefde moeilijk kan zijn. In de Nederlandse Top 40 bereikte het nummer een 13de plek. Cutthroat gaat over het kwijtraken van twijfels over je zelfvertrouwen. Het nummer haalde niet de Top 40. Het nummer Wrecked werd vrijgegeven op 2 juli, 2021. Het nummer is geïnspireerd door de dood van Reynolds zijn stiefzus, oftewel de vrouw van zijn broer. Zij stierf aan de gevolgen van kanker.  Het gaat over hier mee leren omgaan. Het nummer behaalde een 25ste plek in de Nederlandse Top 40. De vierde en laatste single van het nummer, "Monday", werd vrijgegeven op 3 september 2021. Het nummer werd geen echte hit.

## Tracklist
| Nr. | Titel                    | Opmerking | Duur |
| --- | ------------------------ | --------- | ---- |
| 1.  | My Life                  |           | 3:44 |
| 2.  | Lonely                   |           | 2:39 |
| 3.  | Wrecked                  |           | 4:04 |
| 4.  | Monday                   |           | 3:07 |
| 5.  | #1                       |           | 3:25 |
| 6.  | Easy Come Easy Go        |           | 2:59 |
| 7.  | Giants                   |           | 3:30 |
| 8.  | It's Ok                  |           | 3:22 |
| 9.  | Dull Knives              |           | 3:33 |
| 10. | Follow You               |           | 2:55 |
| 11. | Cutthroat                |           | 2:49 |
| 12. | No Time For Toxic People |           | 3:27 |
| 13. | One Day                  |           | 2:31 |

Naast de standaardeditie werd ook een nieuwe versie uitgebracht met daarop Enemy als eerste track van het album, voor alle andere nummers. 

| Nr. | Titel                    | Opmerking | Duur |
| --- | ------------------------ | --------- | ---- |
| 1.  | Enemy                    |           | 2:53 |
| 2.  | My Life                  |           | 3:44 |
| 3.  | Lonely                   |           | 2:39 |
| 4.  | Wrecked                  |           | 4:04 |
| 5.  | Monday                   |           | 3:07 |
| 6.  | #1                       |           | 3:25 |
| 7.  | Easy Come Easy Go        |           | 2:59 |
| 8.  | Giants                   |           | 3:30 |
| 9.  | It's Ok                  |           | 3:22 |
| 10. | Dull Knives              |           | 3:33 |
| 11. | Follow You               |           | 2:55 |
| 12. | Cutthroat                |           | 2:49 |
| 13. | No Time For Toxic People |           | 3:27 |
| 14. | One Day                  |           | 2:31 |

## Ontvangst
Het album stond 22 weken in de Album Top 100. De hoogste positie die het hier in behaalde was plek 6. Het album behaalde in geen enkel land een nummer 1 positie.
Het album debuteerde op plek 9 in de Amerikaanse Billboard 200. Het album is het vijfde top tien album van de band.